# Vyšný Slavkov
Vyšný Slavkov – słowacka wieś i gmina (obec) w powiecie Lewocza w kraju preszowskim.
Pierwsze wzmianki o wsi pochodzą z 1347 roku.
Centrum wsi leży na wysokości 560 m n.p.m. Gmina zajmuje powierzchnię 17,163 km². W 2011 roku zamieszkiwało ją 307 osób.

## Ciekawostki
Ze wsi Vyšný Slavkov pochodził Gustáv Popovič, robotnik budowlany, uwieczniony na słynnej fotografii „Lunch na szczycie wieżowca” z 20 września 1932, przedstawiającej 11 robotników budowlanych spożywających posiłek na wysokościach, podczas budowy drapacza chmur w Nowym Jorku (Popovič na fotografii jest widoczny jako pierwszy z prawej strony, trzymający szklaną butelkę).